# Bergschenhoek
Bergschenhoek és una ciutat del municipi de Lansingerland, a la província d'Holanda del Sud, a l'oest dels Països Baixos. Bergschenhoek fou un municipi a part fins a la reestructuració de municipis neerlandesos de l'any 2007. L'1 de gener de 2015 tenia 17.749 habitants.

## Persones
- Hélène Gelèns (1967-…), poeta